# Muhr am See

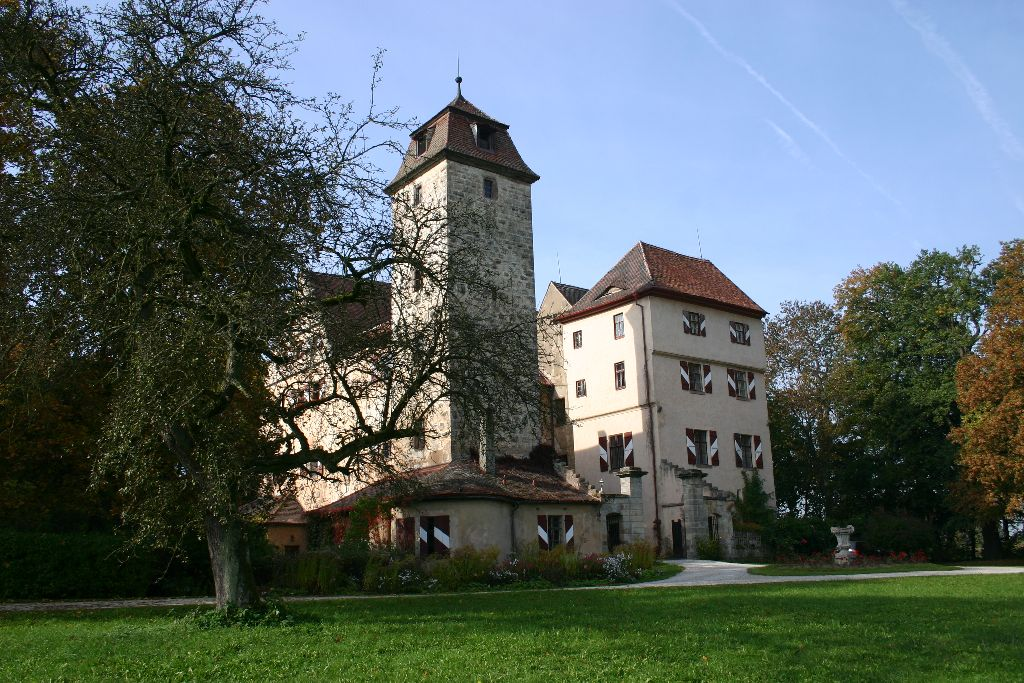
Zamek Muhr

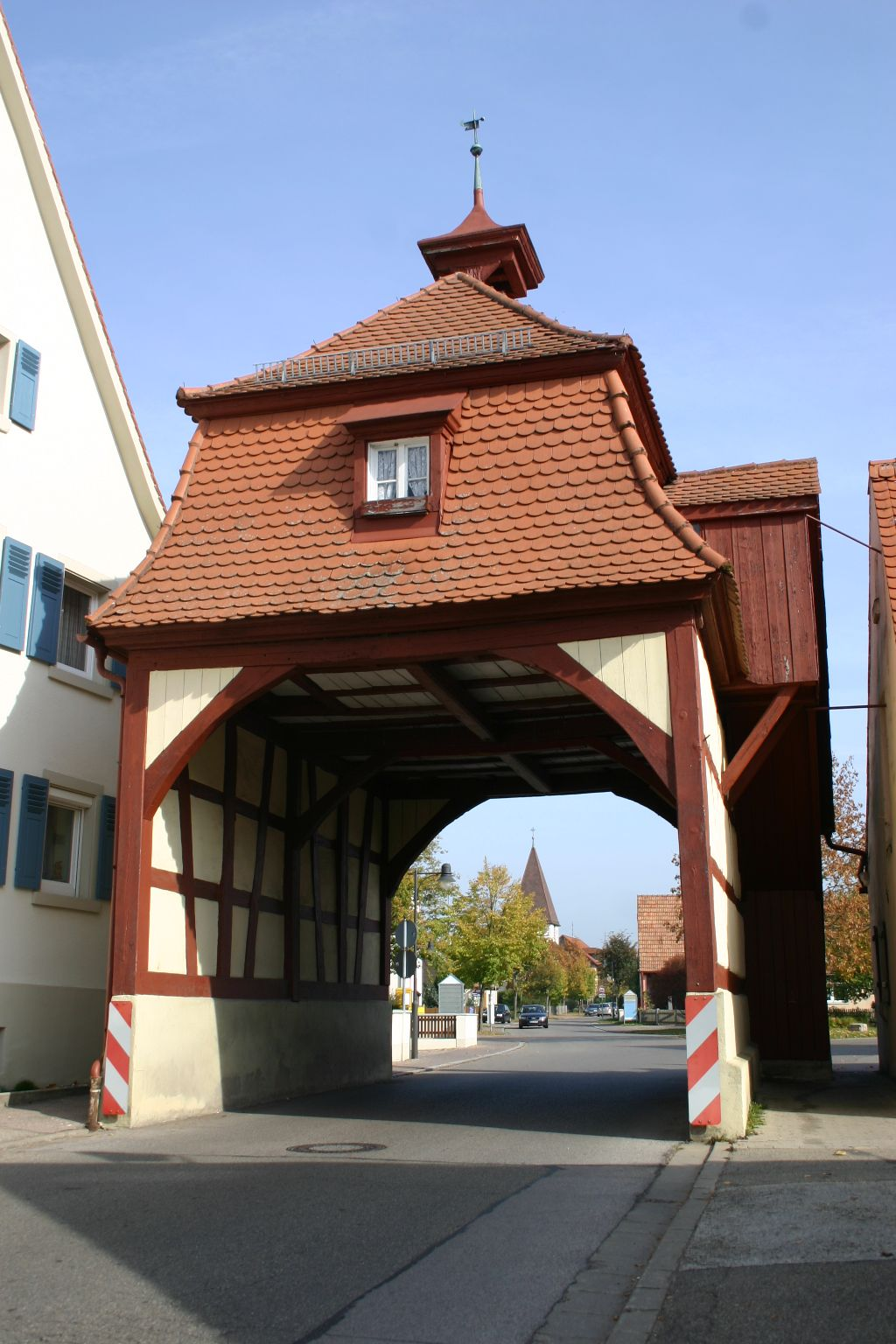
Wieża bramy miejskiej

Muhr am See, Muhr a.See – miejscowość i gmina w Niemczech, w kraju związkowym Bawaria, w rejencji Środkowa Frankonia, w regionie Westmittelfranken, w powiecie Weißenburg-Gunzenhausen. Leży około 24 km na północny zachód od Weißenburg in Bayern, nad jeziorem Altmühlsee, które jest zalewem na rzece Altmühl, przy drodze B13 i linii kolejowej Würzburg – Monachium/Augsburg.

## Dzielnice
W skład gminy wchodzą następujące dzielnice: 
- Altenmuhr
- Neuenmuhr
- Stadeln
- Wehlenberg